# Ильярраменди, Асьер
Асьер Ильярраменди Андонеги (баск. и исп. Asier Illarramendi Andonegi; род. 8 марта 1990, Мотрико, Страна Басков) — испанский (баскский) футболист, полузащитник клуба «Даллас».

## Клубная карьера
Асьер — воспитанник «Реал Сосьедада». С 2008 по 2011 год он выступал за «Реал Сосьедад B», а за первую команду дебютировал в конце сезона 2009/10. Его дебют состоялся 19 июня 2010 года в матче против «Эльче». 23 января 2011 года Асьер дебютировал в Примере в матче против «Вильярреала». Сезон 2010/11 он провёл, в основном выступая за клубный дубль. С сезона 2011/12 Асьер регулярно выступал за первую команду «Реал Сосьедада».
12 июля 2013 года Ильярраменди подписал контракт сроком на шесть лет с футбольным клубом «Реал Мадрид». Сумма трансфера игрока составила 38,9 млн евро. 30 млн евро были прописаны в контракте игрока в качестве отступных и чуть больше 8 млн евро составил НДС, который также заплатит «Реал». 22 февраля 2014 года впервые отличился забитым мячом в испанской Ла Лиге за мадридский «Реал» в матче с «Эльче» (3:0).
26 августа 2015 года Ильярраменди вернулся в «Реал Сосьедад», подписав шестилетний контракт. По сведениям прессы сумма трансфера составила около 17 млн евро плюс бонусы. 3 апреля 2021 года он как капитан «Реал Сосьедада» поднял над головой Кубок Испании розыгрыша турнира 2019/20, финал которого против «Атлетика Бильбао» был перенесён почти на год из-за пандемии COVID-19. 24 мая 2023 года было объявлено об уходе Ильярраменди из «Реал Сосьедада» по окончании сезона 2022/23.
3 августа 2023 года Ильярраменди на правах свободного агента присоединился к клубу MLS «Даллас», подписав контракт на оставшуюся часть сезон 2023 с опцией продления на сезон 2024. В американской лиге дебютировал 26 августа в матче против «Остина», выйдя на замену на 58-й минуте вместо Себастьена Ллетджета.

## Карьера в сборной
Асьер выступал за различные юношеские и молодёжные сборные Испании. В составе юношеской сборной Испании до 17 лет он выигрывал серебряные медали чемпионата мира до 17 лет. В составе испанской «молодёжки» он выиграл молодёжный чемпионат Европы 2013.

## Достижения
Реал Мадрид
- Обладатель Кубка Испании: 2013/14
- Победитель Лиги чемпионов: 2013/14
- Обладатель Суперкубка УЕФА: 2014

 Реал Сосьедад
- Обладатель Кубка Испании: 2019/20